# Huso
Huso is een geslacht van straalvinnige vissen uit de familie van de steuren (Acipenseridae). Het geslacht werd in 1833 voorgesteld door Brandt en Ratzeburg.

## Soorten
- Huso dauricus (Georgi, 1775) – Siberische huso
- Huso huso (Linnaeus, 1758) – Europese huso